# جوزف فون اشترنبرگ
جوزف فون اشترنبرگ (آلمانی: Josef von Sternberg؛ زاده ۲۹ مهٔ ۱۸۹۴ درگذشته ۲۲ دسامبر ۱۹۶۹) کارگردان اهل اتریش-ایالات متحده آمریکا بود.
وی در سال ۱۹۶۹ در ۷۵ سالگی به علت سکته قلبی درگذشت.

## بخشی از فیلمشناسی
- عافیت‌طلبان (۱۹۲۵)
- زنی از دریا (۱۹۲۶)
- دنیای تبهکاران (۱۹۲۷)
- آخرین فرمان (۱۹۲۸)
- تهدید (۱۹۲۹)
- فرشته آبی (۱۹۳۰)
- مراکش (۱۹۳۰)
- بی‌آبرو (۱۹۳۱)
- قطار سریع‌السیر شانگهای (۱۹۳۲)
- امپراتریس سرخ‌پوش (۱۹۳۴)
- جنایت و مکافات (۱۹۳۵)
- ژست شانگهای (۱۹۴۱)
- آناتاهان (۱۹۵۲)